# Ден О'Бенон
Ден О'Бенон (англ. Dan O'Bannon, 30 вересня 1946, Сент-Луїс, Міссурі, США — 17 грудня 2009, Лос-Анджелес, США) — американський сценарист і режисер. Спеціалізувався на жанрах наукової фантастики та жахів.

## Кар'єра

### 1970-ті
Народився у місті Сент-Луїс, штат Міссурі у сім'ї столяра. Під час навчання у Університеті Південної Каліфорнії він зустрів Джона Карпентера з яким вони зняли 45-ти хвилинний фільм «Темна зірка» (1970 рік). Згодом цей фільм був розширений до повноцінної картини і представлений у 1974 році. Бюджет картини склав всього 60 000 доларів США. Ден О'Бенон допоміг у роботі на фільмом як сценарист, при монтажі та зіграв одну з головних ролей. У 1975 році фільм отримав нагороду Golden Scroll за найкращі спецефекти.
Ден О'Бенон продовжував працювати у жанрі наукової фантастики та жахів та у 1975 його запросили попрацювати над спецефектами у фільмі режисера Алехандро Ходоровскі «Дюна» за романом Френка Герберта. Проте зйомки фільму несподівано припинили, і він зостався без грошей та житла. Працював комп'ютерним аніматором над фільмом Джорджа Лукаса «Зоряні війни» (1977). Разом з Рональдом Шасетом написав сценарій для фільму «Чужий». Є одним з ключових осіб при роботі над цією стрічкою.

### 1980-ті
У 1981 році допомагав у створенні мультфільму «Важкий метал». Написав два уривки до нього: «Soft Landing» та «B-17». У 1983 році працював з Джоном Бедемом над фільмом «Блакитний грім», проте був незадоволений результатом. Працює над фільмом «Прибульці з Марса» у 1986 році. У 1985 році знімає фільм «Повернення живих мерців» як режисер. Фільм мав культовий успіх і за ним було знято ще декілька сиквелів.

### 1990-ті
О'Бенон написав оповідання «Довге завтра» (англ. The long tomorrow), який проілюстрував художник Жан Жіро (Мебіус), і який є головним прообразом картини Рідлі Скота «Той, хто біжить по лезу» (1982).
У 1990 році Ден О'Бенон разом із Рональдом Шасетом працювали над успішним фільмом Пола Верховена «Пригадати все». Це був перший проект після фільму «Чужий», у якому О'Бенон та Шасет знову працювали разом. Загалі збори картини «Пригадати все» склали більше $100 000 000. Був режисером фільму «Воскреслий» у 1992 році. Написав сценарій до фільму Крикуни у 1995 році.
Одружився з Дані Люсі Ліндлей 18 січня 1986 року. Помер 17 січня 2009 року у Лос-Анджелесі від хвороби Крона.

## Фільмографія
- 1969 Blood Bath — режисер, сценарист (короткометражний фільм)
- 1974 Темна зірка — сценарист, спеціальні ефекти, монтаж, дизайн, актор (сержант Пінбек)
- 1977 Зоряні війни. Епізод IV. Нова надія — комп'ютерні ефекти
- 1979 Чужий — сценарист
- 1981 Померлі і поховані — сценарист
- 1981 Важкий метал — сценарист епізодів "Soft Landing" та "B-17"
- 1983 Блакитний грім — сценарист
- 1985 Життєва сила — сценарист
- 1985 Повернення живих мерців — режисер, сценарист, голос за кадром
- 1986 Прибульці з Марса — сценарист
- 1990 Пригадати все — сценарист
- 1991 Воскреслий — режисер
- 1995 Крикуни — сценарист
- 1997 Гемоглобін — сценарист
- 2004 Чужий проти Хижака — сценарист